# Anoba projiciens
Anoba projiciens är en fjärilsart som beskrevs av Butler 1879. Anoba projiciens ingår i släktet Anoba och familjen nattflyn. Inga underarter finns listade i Catalogue of Life.